# 珠寶設計
珠寶設計是一種橫跨藝術，手工藝與設計領域的創作。廣義的珠寶設計，主要以貴金屬，寶石等貴重材質為主體，創造可穿戴的飾品為目的。有時也稱為珠寶工藝或飾品設計等。現代藝術學科當中，金屬工藝設計則多半和珠寶設計有重疊的部份。

## 演變
深究珠寶首飾的歷史，由此可得知，珠寶設計是一門悠久的領域，從古老的文藝復興時期，到工業革命時期，珠寶設計通常都被定義為一種功能性，穿戴性，使用性皆高的技藝。較少抽象性，概念性與表演性的表達。珠寶製作技術主要應用的材質，並未因年代而有劇烈的轉變，大致可依然區分為黃金，白金，銀，寶石或半寶石

## 早期珠寶設計

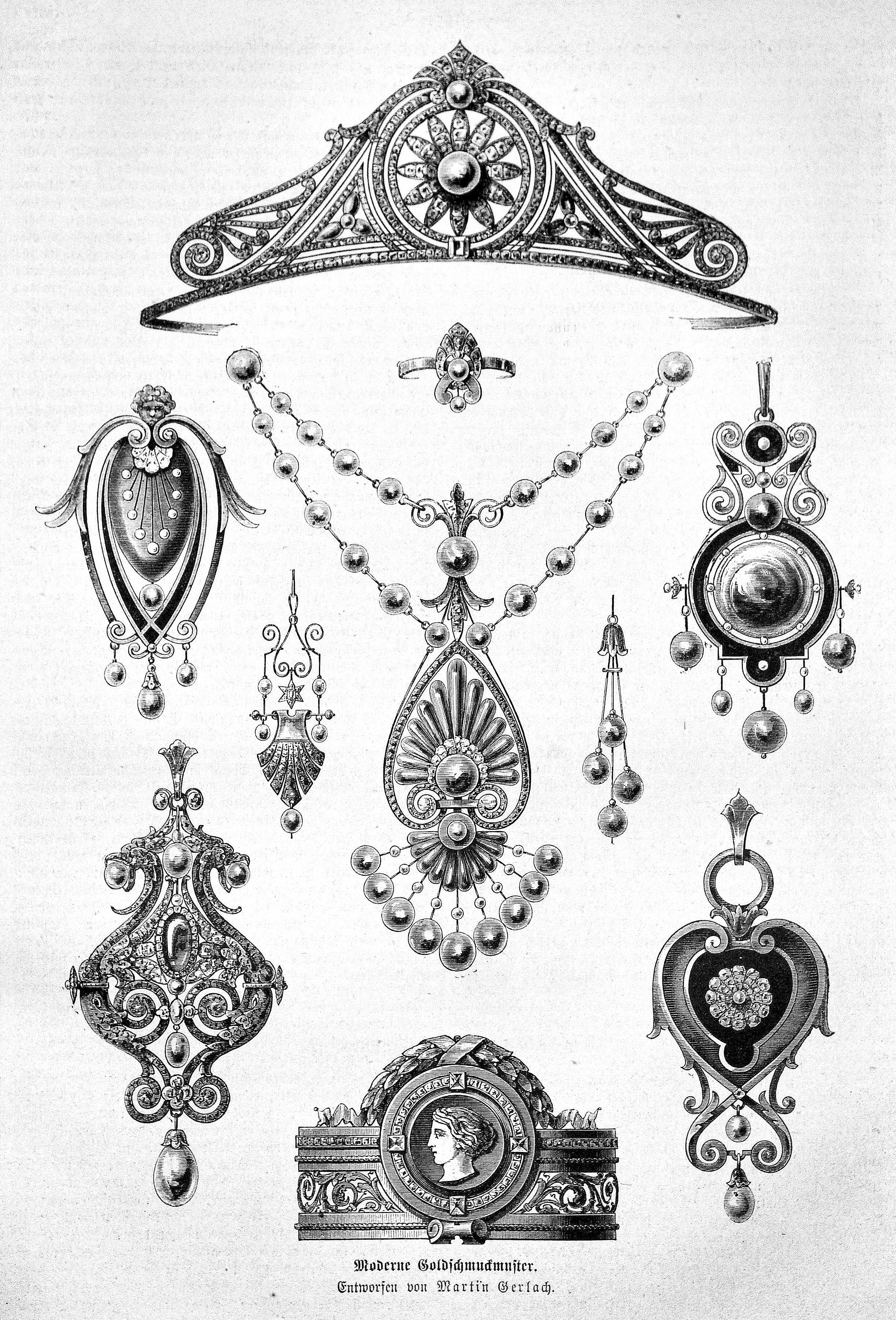
1875年時的珠寶設計稿

西元前一世紀，寶石切割方式可說是珠寶設計的核心技術，最早的寶石切割技術記載，是由西奧菲勒斯長老在西元前1070年至1125年之間紀錄的。14世紀之後的寶石切割技術，演進到戒面與雕刻手法等領域。當時許多手法由貴族組成的珠寶設計委員會所控制，並將設計與社會階級結合，某些教會，皇室與家族擁有特定的設計手法，例如徽章與紋飾，也擁有特殊的寶石組成方式。這些都是用來彰顯財富，地位或權利。
這些珠寶設計風格多半和當時的藝術，建築，裝飾風格有關連，例如後來產生了巴洛克風格的珠寶設計運動，流派的演進也有明顯的變化。
例如1714-1830年間，流行以自然元素，綠色，紫色的寶石來設計珠寶，並稱為格魯吉亞時期。而接下來的早期維多利亞時間，增加了動物主題，多色金屬一起組合的設計，維多利亞中期，則開始流行五色的珠寶，並混入貝殼，流蘇，馬賽克等等手法。且因阿尔伯特亲王的過世，煤玉（Jet）這個材質開始廣泛流行在當時的珠寶設計上。
1880年代，雞心項鍊，手鐲以及胸針等珠寶設計款式，也開始流行。接著維多利亞晚期，鑽石成為了閃耀的主角，鳥，昆蟲和動物主題紛紛加入了鑽石的元素，這個時期的珠寶，也開始利用彈簧件做出了一些特別的可動機制。

## 工業革命後的珠寶設計
1894-1923年間，由於工業革命加速了量產珠寶的爭議，珠寶商或珠寶設計師有許多開始結成委員會，以確保自己的專業技術，不會被大型機具取代，這個時期開始流行以銀為主要材質的珠寶設計，並輔以未切割與多色的原石。
進入新藝術時期，夢幻女性形象，花朵，藤蔓等等成為了重要流行元素，設計上的手法多半利用琺瑯，有時也利用陶瓷等作為珠寶基座。1901年時期，蝴蝶結，緞帶，星星等元素，取代了自然元素，這個時期的珠寶設計特色非常明顯，主要是金質的底座與碎鑽環邊。
裝飾藝術的時期，因幾何元素和現代藝術設計等影響，原先因應寶石形成而特殊講究的切割手法，變得較不重要，三角形，五角形，梯形等等切割方法大量的被運用在當時的珠寶設計上。現今知名的珠寶品牌與珠寶設計師，如宝诗龙、卡地亞、梵克雅寶、富凱珠寶和莫伯辛珠寶、蒂芙尼公司和哈利·溫斯頓公司也多在這時奠定了他們的地位。

## 當代的珠寶設計
當代的珠寶設計，則受到現代主義運動的影響深遠，前衛的珠寶設計師經常會交錯使用具現代感的幾何元素，混合材質（如橡膠，塑料，不銹鋼等）和獨特的穿戴方式。
現今的珠寶設計，由珠寶設計師的設計理念貫穿，主要先結合時尚趨勢的概念，創作詳細的珠寶設計圖，接著進行專業的製造過程。
珠寶設計的過程，通常會將寶石與金屬各分為兩個階段處理，寶石部份進行切割，挑選，金屬部份進行鑄造，脫模，拋光，如還有特殊材質則也是另外處理，最後才處理組合，鑲嵌，吊掛，包裝等流程，多數的珠寶設計師依然使用最傳統的手繪方式，來創作珠寶設計圖，少數的珠寶設計師已經運用3D軟體將設計數位化。以求利用電腦科技的渲染技法，使珠寶設計完稿時，能越接近實品。

## 參看
- 寶石
- 珠寶

## 外部連結
- 利用三維軟體設計珠寶的過程 （页面存档备份，存于）
- 珠寶設計草稿，草模與成品 （页面存档备份，存于）
- 從草稿到翻模的介紹
- 知名品牌迪奧的戒指設計影片與介紹（中文）